# Грачаниця (Боснія і Герцеговина)
Грачаниця (босн. Gračanica) — місто, центр однойменної громади на північному сході Боснії і Герцеговини. Адміністративно є частиною Тузланського кантону Федерації Боснії і Герцеговини. Розташований на річці Спреча, уздовж дороги Тузла — Добой.

## Клімат
Середня температура в січні складає 1,8 °C, а в липні 23,3 °C.
В районі громади Грачаниця випадає невелика кількість середньорічних опадів - 830 мм. Максимальна кількість опадів в травні - 121 мм, і червні - 101 мм, а мінімальна в березні - 41 мм. В середньому сніг випадає 50 днів в році. За своїм географічним положення громада Грачаниця потрапляє в зону континентального клімату.

## Населення

### 1971 рік
- Всього — 46,950 (100%)
- Боснійці — 33,135 (70,57%)
- Серби — 13,135 (27,97%)
- Хорвати — 199 (0,42%)
- Югослави — 184 (0,39%)
- Інші — 297 (0,65%)

### 1991 рік

#### Громада
- Всього — 59,134 (100%)
- Боснійці — 42,599 (72,03%)
- Серби — 13,558 (22,92%)
- Югослави — 1,530 (2,58%)
- Хорвати — 132 (0,22%)
- Інші — 1,315 (2,25%)

#### Місто
- Всього — 12,712 (100%)
- Боснійці — 10,282 (80,88%)
- Серби — 1,169 (9,19%)
- Югослави — 900 (7,07%)
- Хорвати — 47 (0,36%)
- Інші — 314 (2,47%)

## Відомі люди
- Мустафа Камарич
- Мустафа Беганович
- Ніяз Омерович
- Амель Чурич
- Ібрагім Юкан
- Хусей Муїч
- Недим Јахиќ
- Минья Степанович
- Фікрет Мехінович
- Марія Бабович
- Халім Мулаібрагімович
- Мехмед Імшірович
- Сабрія Прохич
- Осман Фазлич
- Фікрет Кон'їч
- Русмір Д'єдович
- Ізет Машик
- Осман Пушкар
- Хайрудін Юнузович